# Адам Глобус
Ада́м Гло́бус (бел. Адам Глобус, также Адам Глёбус; наст. имя и фамилия Влади́мир Вячесла́вович Ада́мчик, бел. Уладзімір Вячаслававіч Адамчык; род. 29 сентября 1958) — советский и белорусский писатель, поэт, художник, издатель.

## Биография
Родился в г. Дзержинске Минской области в семье белорусского писателя Вячеслава Адамчика (бел. Вячаслаў Адамчык). С 1959 года живёт в Минске. Окончил педагогическое отделение Минского художественного училища им. А. К. Глебова (1977), художественное отделение Белорусского театрально-художественного института (1983). Работал чертёжником, художником-реставратором, художником-оформителем, редактором журнала «Родник» (с 1987 года). Занимается издательской деятельностью (в издательстве «Сучасны літаратар»).
Жена — Елена Адамчик. Имеет двух детей и внука.

## Общественная деятельность
Член Союза писателей СССР (1988), Союза белорусских писателей (с 1989 года).

## Творчество
Первые публикации стихов — в 1981 году (еженедельник «Літаратура і мастацтва», журнал «Маладосць», «Квадрат» (1985). На русском языке вышли книги «Оборотни» (1991), «Demonokameron» (1993) и «Лирика BY» (2007), составленная из переводов поэзии, сделанных русскими поэтами Александром Ерёменко, Алексеем Парщиковым, Вячеславом Куприяновым, Дмитрием Мизгулиным, и лирической прозы, переведенной Святозаром Барченко и Алексеем Андреевым.

## Коллективные сборники
- «Здешние» (1989), сборник
- «Круглый год» (1996), сборник
- Современная белорусская проза (2003)

## Дискография

### Альбомы
- «Песні» (Ковчег, 1998)